# L'Abergement (Zwitserland)
L'Abergement is een gemeente en plaats in het Zwitserse kanton Vaud, en maakt deel uit van het district Jura-Nord vaudois.
L'Abergement telt 250 inwoners.